# Ransford-Yeboah Königsdörffer
Ransford-Yeboah Königsdörffer (Berlim, 13 de setembro de 2001), é um futebolista ganês nascido na Alemanha que atua como ponta-direita. Atualmente defende o Hamburgo e a Seleção Ganesa.

## Carreira em clubes
Após jogar por 3 times de Berlim (Minerva, Charlottenburg e Hertha) na base, Königsdörffer foi para o Dynamo Dresden em 2019 e fez sua estreia profissional em abril do ano seguinte, na derrota por 2 a 0 para o Nürnberg. Ele ainda disputou mais 6 jogos e não evitou o rebaixamento do Dynamo para a terceira divisão alemã, permanecendo mais 2 temporadas na equipe, atuando em 75 partidas oficiais e marcando 12 gols, ajudando a conquistar o título da 3. Fußball-Liga (embora tivesse ficado quase 1 mês longe dos gramados após testar positivo para COVID-19).
Em junho de 2022, assinou por 4 anos com o Hamburgo, que pagou 1,2 milhão de euros para contar com o atleta.

## Carreira internacional
Filho de um ganês e de uma alemã de origem guadalupina, Königsdörffer chegou a disputar um jogo pela Seleção Alemã Sub-21, sendo também considerado elegível para defender Gana no nível principal.
Em julho de 2022, o presidente da Associação de Futebol de Gana, Kurt Okraku, anunciou que o ponta seria um dos jogadores que mudaram sua decisão e passariam a jogar pelos Estrelas Negras em competições internacionais. A estreia de Königsdörffer foi em um amistoso contra a Nicarágua, mas ele não foi lembrado para a Copa do Mundo disputada no Catar, situação que deixou o atleta "desapontado".
Fez parte do elenco que disputou a Copa das Nações Africanas de 2023, jogando apenas uma partida na fase de grupos, contra Cabo Verde.

## Títulos
Dynamo Dresden
- 3. Fußball-Liga: 2020–21